# Natalia Grez
Natalia Andrea Grez Semler (Santiago, 15 de noviembre de 1978) es una actriz y directora de teatro chilena. 

## Filmografía
| Año  | Título         | Papel          | Director              |
| ---- | -------------- | -------------- | --------------------- |
| 2000 | L.S.D.         | —              | Boris Quercia         |
| 2011 | Quiero entrar  | —              | Roberto Farías        |
| 2011 | Metro Cuadrado | Francisca      | Nayra Illic           |
| 2012 | Pérez          | Marion Larraín | Álvaro Viguera        |
| 2018 | American Huaso | La Negra       | Diego García-Huidobro |

## Telenovelas
| Año  | Título           | Papel                 | Notas               |
| ---- | ---------------- | --------------------- | ------------------- |
| 2008 | Mala Conducta    | María Chicharro       | Chilevisión         |
| 2009 | Mujeres de lujo  | María Paz Montero     | Chilevisión         |
| 2010 | Manuel Rodríguez | Carmen Díaz de Valdés | Chilevisión         |
| 2011 | Decibel 110      | Natalia Molina        | Mega                |
| 2013 | Graduados        | Clara Acuña           | Chilevisión         |
| 2014 | Chipe libre      | Camila Pardo          | Canal 13            |
| 2019 | Amar a morir     | Blanca León de Urizar | Televisión Nacional |

| Año       | Título                          | Papel               | Notas               |
| --------- | ------------------------------- | ------------------- | ------------------- |
| 2009      | Infieles                        | —                   | Chilevisión         |
| 2011      | Karma                           | Roberta             | Chilevisión         |
| 2011-2014 | Los archivos del cardenal       | Francisca Sarmiento | Televisión Nacional |
| 2013      | Prófugos                        | Policía             | HBO                 |
| 2014      | Pulseras rojas                  | Ana María           | Televisión Nacional |
| 2017      | 12 días que estremecieron Chile | Andrea Figueroa     | Chilevisión         |

#### Publicidad
- Nestle (2012) - Protagonista del comercial
- Atac (2012) - Protagonista del comercial
- Saladix (2013) - Protagonista del comercial

## Teatro
- Mercury, La Leyenda (2014) - Directora
- 80's, El Musical (2015) - Directora

## Vídeos musicales
| Año  | Título                 | Artista       | Dirección      |
| ---- | ---------------------- | ------------- | -------------- |
| 2013 | Los Muertos Celebrando | Matías Oviedo | Felipe Hurtado |